# Peires
Peires (altgriechisch Πείρης Peírēs) oder Peireos (Πείρεως Peíreōs) ist eine Gestalt der griechischen Mythologie.
Peires ist ein Thraker und Vater des Rhigmos, der am Trojanischen Krieg auf Seiten Trojas teilnimmt und fällt. Möglicherweise ist er mit dem thrakischen Führer vor Troja Peiroos, dem Sohn des Imbrasos, identisch.